# Łosice
Łosice é um município da Polônia, na voivodia da Mazóvia e no condado de Łosice. Estende-se por uma área de 23,75 km², com 7 096 habitantes, segundo os censos de 2016, com uma densidade de 298,4 hab/km².